# وهبتك حياتي (فلم)
وهبتك حياتي فيلم دراما غنائي رومانسي  للمخرج زهير بكير عام 1956، كتب القصة أيضا وهير بكير وكتب الحوار محمد كامل عبد السلام. الفيلم من بطولة صباح وشكري سرحان وعمر الحريري، وتبدأ الأحداث بموت زوجين، ويتفرَّق الأبناء بين الأسر، احدهم يعيش مع طبيب، والآخر مع حاوي وينغمس في الجريمة والأعمال الغير مشروعة.
صدر الفيلم إلى دور العرض المصرية في عام 1956.
منح موقع قاعدة بيانات الأفلام العربية «السينما.كوم» الفيلم درجة 5.8/ 10.

## طاقم التمثيل
- صباح: في دور سميرة [6]
- شكري سرحان: في دور حمدي[7]
- عمر الحريري: في دور الدكتور عادل[8]
- مها: في دور الراقصة عواطف
- زكي الحرامي (زكي محمد حسن): في دور صبحي الحاوي
- عبد البديع العربي: في دور أحمد الفران
- وفاء الشريف: في دور زوجة أحمد الفران

بالاشتراك مع: منير الفنجري – محمود فريد – عبد المنعم بسيوني – سيد المغربي – فيفي سعيد – فجر – أمين الزعبلاوي – فتحية عبد الغني – وفاء شريف – عدنان الشنطي – حسين إسماعيل – عباس الدالي – لولا عبده – أحمد المصطفى.

## أغاني الفيلم
يا ظالم قلبى كان هجرك ليه: غناء صباح
بتحب مين طمن بالى: غناء صباح
رحماك يا ملاك: دويتو صباح وأحمد المصطفى
وهبتك حياتي: غناء صباح
كلمات الأغاني: مصطفى عبد الرحمن – أحمد منصور – زهير بكير – أحمد صبرة – محمد محمد علي.
ألحان الأغاني: محمود الشريف – أحمد صبرة – أحمد المصطفى.
التوزيع الموسيقي: عطية شرارة.

## أحداث الفيلم
تموت الأم ويلحق بها الأب بعد عام ويصبح الطفلين مصطفى وعادل أيتاماً. يجتمع أهل الحارة ويقرروا تبني الطفلين، وكان عادل من نصيب أحمد الفران (عبد البديع العربي) وزوجته (وفاء الشريف) المحرومين من الإنجاب. يشب عادل ويتخرج من كلية الطب (عمر الحريري) ويتزوج وينجب طفلة. تتوفى زوجته ويقيم مع أمه بالتبني. أما مصطفى فكان من نصيب صبحي الحاوي (زكي الحرامي) وزوجته التي تعمل راقصة. ينشأ مصطفى مع ابنتهم سميرة، وكان لصبحي بيتين وقف لم يتمكن من بيعهم. يترك صبحي الحارة ويسافر مع عائلته للخارج وتنقطع الصلة بين الأخوين. ينشأ مصطفى في بيئة سيئة ويشب ويعرف باسم حمدى (شكرى سرحان) حسب شهادة الميلاد، ويتزوج من سميرة (صباح). يتم حل الوقف، ويتمكن صبحي من بيع البيتين ويشترى عمارة كبيرة ويفتتح تياترو ترقص فيه زوجته وتغني سميرة. يعيش حمدي معتمداُ على دخل زوجته، ويمارس مع عصابته خطف الأطفال للحصول على فدية. كان حمدي يستغل عمله حاوياً في الشوارع لاصطياد ضحاياه، وكان يرافق الراقصة عواطف (مها) ويعمد إلى التخلص من سميرة ويخطط لقتلها ليؤول له ميراثها. يتمكن الدكتور عادل من إنقاذها وتتكرر زيارته لها حتى تشفي. تشعر سميرة بإرتياح للدكتور عادل وتصادقه وتصارحه بأحوالها مع زوجها حمدي الذي يكرهها ولا تعرف ما هو عمله. تقوم سميرة بمراقبة حمدي وتكتشف أنه يقوم باختطاف الأطفال وأن له عشيقة. تتكرر محاولات حمدي لقتل سميرة، ويطلب منه عادل أن يحضر ممرضة لرعايتها. يكلف حمدي عشيقته عواطف بالمهمة لتسميمها بالتدريج.
يلمح عادل صورته صغيراً مع سميرة وأخيه مصطفى، وتدرك سميرة أن عادل شقيق حمدي. يعلم حمدي بهروب سميرة مع عادل ويقوم باختطاف ابنته، ولأن سميرة تعرف وكر العصابة وتتوجه مع عادل إلى هناك بينما يبلغ التمرجي فالح (منير الفنجري) الشرطة. يتصارع عادل مع المختطفين ويحضر حمدي ويتصارع مع أخيه ويتمكن أحد أفراد العصابة (الطوخي توفيق) من طعن عادل من الخلف بينما تصل الشرطة وتلقي القبض على الجميع. تكشف سميرة لزوجها حمدي أن عادل شقيقه ويتم إنقاذ عادل من إصابته، ومن داخل السجن يرسل حمدي لعادل ورقة طلاق سميرة ويطلب منه الزواج منها ورعايتها.

## روابط خارجية
- مقالات تستعمل روابط فنية بلا صلة مع ويكي بيانات